# نهر بيتوفا
نهر بيتوفا هو نهر بولاية سانتا كاتارينا في جنوب شرق البرازيل . يعتبر جزء من حوض نهر بارانا الذي يمتد إلى الأرجنتين.